# 秦虹街道
秦虹街道是中华人民共和国江苏省南京市秦淮区下辖的街道行政区，其辖区面积为1.96平方公里，下辖乔虹苑、集虹苑、旭光里、武定新村、康居里、岗虹苑、中牌楼、扇骨里、枫丹白露、怡馨花园共10个社区7.5万人。